# Championnat d'Uruguay de football 1989
Navigation
Saison précédente Saison suivante
La saison 1989 du Championnat d'Uruguay de football est la quatre-vingt-septième édition du championnat de première division en Uruguay. Les treize meilleurs clubs du pays sont regroupés au sein d'une poule unique, la Primera División, où ils s'affrontent une seule fois au cours de la saison, à domicile et à l'extérieur. En fin de saison, pour permettre le passage du championnat à 14 formations la saison prochaine, il n’y a pas de relégation et le champion de deuxième division est promu.
C'est le Club Atlético Progreso qui est sacré champion d'Uruguay cette saison après avoir terminé en tête du classement final avec cinq points d’avance sur un duo composé par le Club Nacional de Football et Peñarol. C'est le tout premier titre de champion d'Uruguay de l’histoire du club.

## Qualifications continentales
Les deux premiers de la Liguilla pré-Libertadores obtiennent leur billet pour la prochaine Copa Libertadores.

## Les clubs participants
| - CA Peñarol - Defensor Sporting Club - Club Nacional de Football - Club Atlético Bella Vista - Huracán Buceo - Club Atlético Progreso | - CA River Plate - Danubio FC - CA Cerro - Liverpool Fútbol Club - Central Español Fútbol Club - Montevideo Wanderers - Club Atlético Rentistas - Promu de D2 |

## Compétition

### Classement
Le barème utilisé pour établir le classement est le suivant :
- Victoire : 2 points
- Match nul : 1 point
- Défaite : 0 point

| Rang | Équipe                      | Pts | J  | G | N | P | Bp | Bc | Diff |
| ---- | --------------------------- | --- | -- | - | - | - | -- | -- | ---- |
| 1    | Club Atlético Progreso      | 20  | 12 | 9 | 2 | 1 | 18 | 8  | +10  |
| 2    | Club Nacional de Football   | 15  | 12 | 5 | 5 | 2 | 20 | 13 | +7   |
| 3    | Club Atlético Peñarol       | 15  | 12 | 6 | 3 | 3 | 19 | 14 | +5   |
| 4    | Club Atlético Cerro         | 14  | 12 | 6 | 2 | 4 | 14 | 11 | +3   |
| 5    | Club Atlético Bella Vista   | 14  | 12 | 3 | 8 | 1 | 13 | 10 | +3   |
| 6    | Defensor Sporting Club      | 14  | 12 | 3 | 8 | 1 | 11 | 8  | +3   |
| 7    | Danubio Fútbol ClubT        | 13  | 12 | 5 | 3 | 4 | 18 | 15 | +3   |
| 8    | Montevideo Wanderers        | 13  | 12 | 5 | 3 | 4 | 14 | 16 | -2   |
| 9    | Club Atlético RentistasP    | 10  | 12 | 3 | 4 | 5 | 13 | 17 | -4   |
| 10   | Huracán Buceo               | 8   | 12 | 2 | 4 | 6 | 11 | 17 | -6   |
| 11   | Liverpool Fútbol Club       | 8   | 12 | 3 | 2 | 7 | 6  | 13 | -7   |
| 12   | Central Español Fútbol Club | 7   | 12 | 1 | 5 | 6 | 15 | 22 | -7   |
| 13   | CA River Plate              | 5   | 12 | 2 | 1 | 9 | 7  | 15 | -8   |

|  | Club champion d’Uruguay et qualifié pour la Liguilla pré-Libertadores |
|  | Qualification pour la Liguilla pré-Libertadores                       |
|  | Relégation directe en deuxième division                               |
|  | T : Tenant du titre P : Promu de D2                                   |

### Liguilla pré-Libertadores
Les six clubs qualifiés disputent la Liguilla pour déterminer les deux clubs qualifiés pour la Copa Libertadores 1990. Si le champion ne termine pas parmi les deux premiers, il obtient le droit d'affronter le second de la Liguilla pour connaître la deuxième formation qualifiée.
| Rang | Équipe                    | Pts | J | G | N | P | Bp | Bc | Diff |  | Résultats (▼ dom., ► ext.) | Peñ | Def | Pro | BVi | Nac | Cerl |
| ---- | ------------------------- | --- | - | - | - | - | -- | -- | ---- |  | -------------------------- | --- | --- | --- | --- | --- | ---- |
| 1    | Club Atlético Peñarol     | 6   | 5 | 2 | 2 | 1 | 8  | 4  | +4   |  | Club Atlético Peñarol      |     | 2-3 | 0-0 | 2-0 | 1-1 | 0-0  |
| 2    | Defensor Sporting Club    | 6   | 5 | 2 | 2 | 1 | 9  | 8  | +1   |  | Defensor Sporting Club     |     |     | 1-1 | 1-2 | 2-1 | 2-2  |
| 3    | Club Atlético ProgresoT   | 6   | 5 | 2 | 2 | 1 | 5  | 4  | +1   |  | Club Atlético ProgresoT    |     |     |     | 2-1 | 1-2 | 1-0  |
| 4    | Club Atlético Bella Vista | 6   | 5 | 3 | 0 | 2 | 7  | 7  | 0    |  | Club Atlético Bella Vista  |     |     |     |     | 2-1 | 2-1  |
| 5    | Club Nacional de Football | 5   | 5 | 2 | 1 | 2 | 6  | 6  | 0    |  | Club Nacional de Football  |     |     |     |     |     | 1-0  |
| 6    | Club Atlético Cerro       | 1   | 5 | 0 | 1 | 4 | 3  | 9  | -6   |  | Club Atlético Cerro        |     |     |     |     |     |      |

Poule de classement :
| Rang | Équipe                    | Pts | J | G | N | P | Bp | Bc | Diff |  | Résultats (▼ dom., ► ext.) | Def | ro  | Peñ | BVi |
| ---- | ------------------------- | --- | - | - | - | - | -- | -- | ---- |  | -------------------------- | --- | --- | --- | --- |
| 1    | Defensor Sporting Club    | 5   | 3 | 2 | 1 | 0 | 6  | 4  | +2   |  | Defensor Sporting Club     |     | 1-1 | 3-2 | 2-1 |
| 2    | Club Atlético ProgresoT   | 4   | 3 | 1 | 2 | 0 | 5  | 3  | +2   |  | Club Atlético ProgresoT    |     |     | 1-1 | 3-1 |
| 3    | Club Atlético Peñarol     | 3   | 3 | 1 | 1 | 1 | 5  | 4  | +1   |  | Club Atlético Peñarol      |     |     |     | 2-0 |
| 4    | Club Atlético Bella Vista | 0   | 3 | 0 | 0 | 3 | 2  | 7  | -5   |  | Club Atlético Bella Vista  |     |     |     |     |

## Bilan de la saison
| Championnat d'Uruguay de football 1989 |                                    |
| Champion                               | Club Atlético Progreso (1er titre) |
| Qualifications continentales           |                                    |
| Copa Libertadores 1990                 | Defensor Sporting Club             |
| Copa Libertadores 1990                 | Club Atlético Progreso             |
| Promotions et relégations              |                                    |
| Promus en Primera División             | Racing Club de Montevideo          |
| Relégués en Primera B                  | Aucun                              |